# School van Lausanne
Met de school van Lausanne, een van de grensnutscholen, begint de versterkte mathematisering van de economie en een intense preoccupatie met de problemen van een algemeen evenwicht in de economische wetenschap.
Belangrijkste leden van de school van Lausanne waren Léon Walras (1834-1910) en Vilfredo Pareto (1848-1923). Ook de belangrijkste vertegenwoordigers van de zogenaamde Zweedse school, Knut Wicksell (1851-1926) en Gustav Cassel (1866-1945), kunnen tot de school van Lausanne worden gerekend. 